# Phyllocaulis
Phyllocaulis es un género de babosas de la familia Veronicellidae. Comúnmente se los denomina babosas de la humedad, babosas del Brasil o babosas sanguijuela, ya que su apariencia y color se asemeja a las sanguijuelas.

## Características
Son los veronicelidos más grandes que existen, muchos superan los 10 cm de longitud, son coprófagos, herbívoros y carroñeros. Viven 18 meses, aunque en cautiverio superan los cuatro años de vida.
Los Phyllocaulis al igual que el resto de los veronicelidos, pueden actuar como vectores del Angiostrongylus costaricensis, que transmite al ser humano si es ingerido la meningitis y la angiostrongiliasis, mientras que las Phyllocaulis variegatus pueden transmitir parásitos digéneos.

## Especies
- Phyllocaulis boraceiensis
- Phyllocaulis gayi
- Phyllocaulis renschi
- Phyllocaulis soleiformis
- Phyllocaulis tuberculosus
- Phyllocaulis variegatus